# Бузаково (Череповецкий район)
Бузаково — деревня в Череповецком районе Вологодской области. Входит в состав Уломского сельского поселения, с точки зрения административно-территориального деления — в Николо-Раменский сельсовет.
Расположена на левом берегу реки Колоденка в 40 км к юго-западу от Череповца (расстояние по автодорогам — 81 км) и в 7 км к северу от центра муниципального образования Николо-Раменья (по автодороге — 11 км). Ближайшие населённые пункты — Пустошка, Заречье, Дмитриево, Куншино.

## Население
| 2010 |
| ---- |
| 16   |

По переписи 2002 года численность населения составляла 13 человек.

## История
Основана в 1642—1645 годах переселенцами из Устюжны. В лесах района было множество железа. На что также указывает цвет реки (буро-жёлтый). На излучине Кондаши был построен монастырь и многочисленные сараи. В советское время рядом с деревней проходила железная дорога. Были построены: 3 моста через реку: 2 деревянных и один бетонный, сушилка для хоз. продуктов, большой железный склад и кирпичная подстанция. Рядом с деревней в сторону дороги на село Дмитриево находилась ферма. Ныне все эти объекты заброшены.